# Maria Orav
Maria Orav (* 7. April 1996 in Tallinn) ist eine estnische Fußballspielerin.

## Karriere

### Verein
Maria Orav begann ihre Karriere bei JK Tallinna Kalev. Seit 2021 ist sie fester Bestandteil des Teams in der höchsten estnischen Liga, der Naiste Meistriliiga.

### Nationalmannschaft
Orav war in den estnischen Jugendnationalmannschaften U17 und U19 aktiv. Sie debütierte am 27. Februar 2019 in der estnischen A-Nationalmannschaft bei einem Freundschaftsspiel gegen 
Malta, in dem sie in der Startelf stand.